# Mariensztat

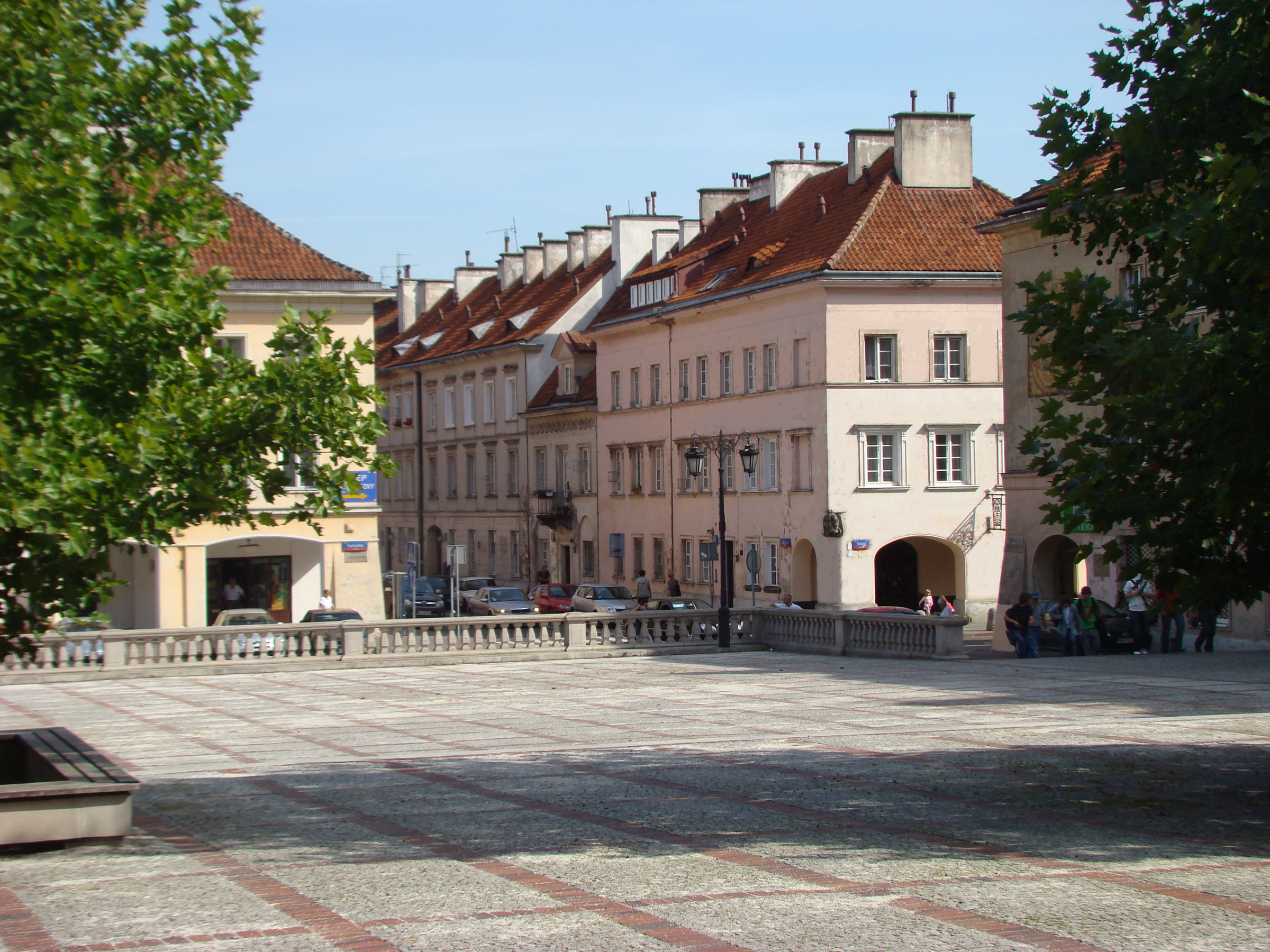
Quảng trường chợ Mariensztat

Mariensztat là một khu dân cư ở Warsaw thuộc quận Srodmiescie (trung tâm thành phố). Nó nằm giữa sông Vistula và Phố cổ lịch sử. 

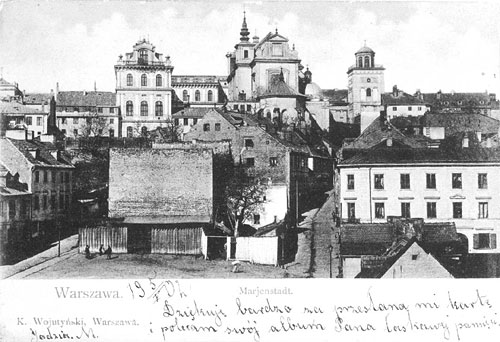
Mariensztat trước chiến tranh

Khu phố lịch sử có từ thế kỷ 18, khi nhà quý tộc địa phương Eustachy Potocki kết hôn với Maria Kątska và nhận được mảnh đất như một phần của hồi môn của Kątska. Ông thành lập một jurydyka và đặt tên thị trấn là Maryenstadt sau khi vợ ông, thêm hậu tố tiếng Đức Stadt để làm hài lòng nhà vua Saxon của Ba Lan. Sau Thế chiến II, cách đánh vần " Mariensztat " đã được thông qua, có cùng cách phát âm trong tiếng Ba Lan giống như Marienstadt trong tiếng Đức.
Khu phố đã bị san bằng trong cuộc nổi dậy Warsaw năm 1944, chỉ còn lại vài vỏ đạn bị cháy. Công việc tái thiết bắt đầu vào năm 1948, bao gồm việc thiết kế lại hoàn toàn kế hoạch đường phố và diện mạo kiến trúc của khu vực. Mariensztat trở thành một dự án nhà ở kiểu mẫu dưới chính quyền cộng sản và xã hội chủ nghĩa mới của Ba Lan, và là nơii đầu tiên của thành phố được hoàn thành trong quá trình tái thiết Warsaw đang diễn ra. Khu phố được giới thiệu trong bộ phim Adventure năm 1953 tại Marienstadt. 

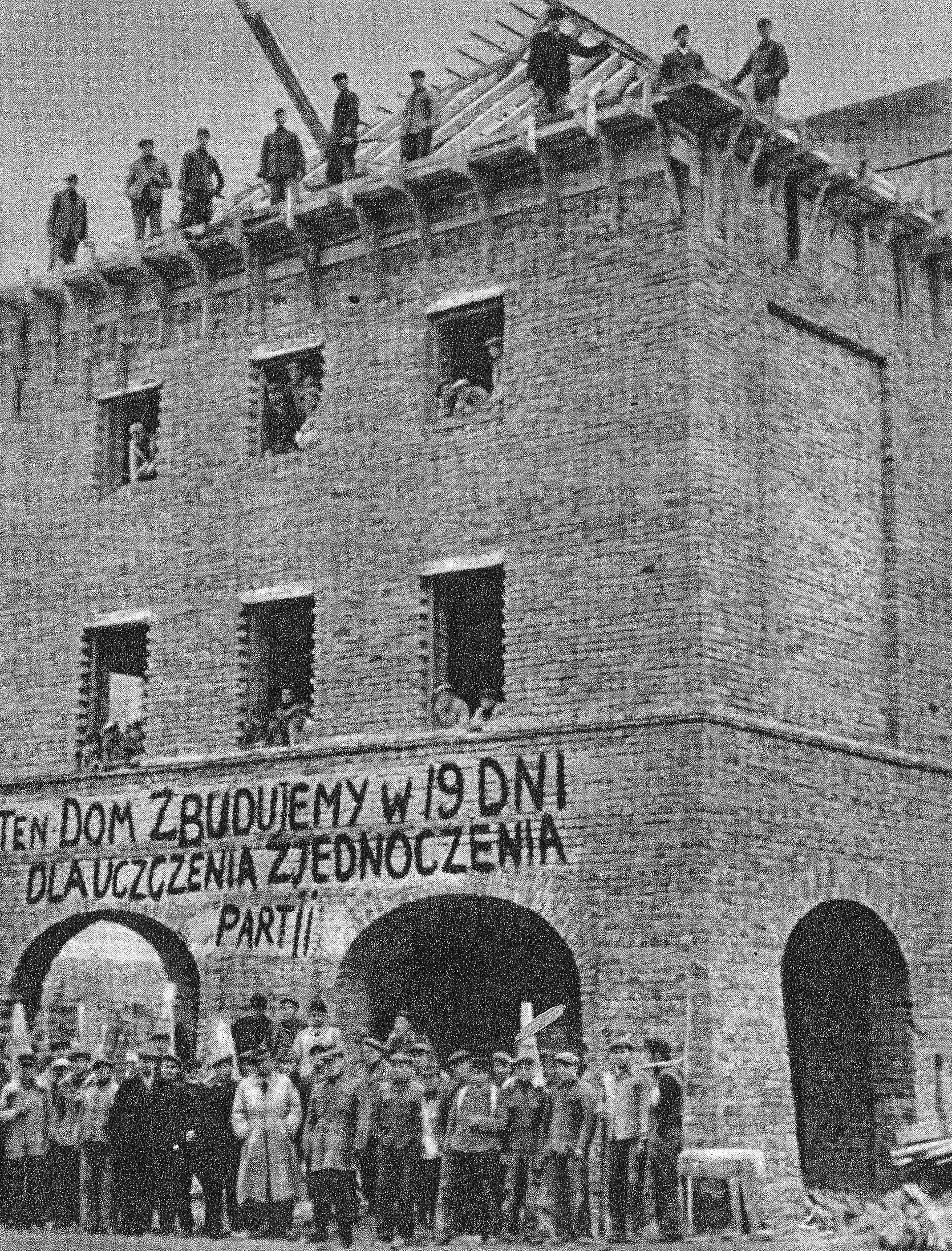
Xây dựng lại nhà Mariensztat vào năm 1948

Mariensztat là một trong những quận nhỏ nhất của Warsaw. Hiện nay, gần như tất cả nhà ở được xây dựng vào năm 1948-1949. Các kiến trúc sư Zygmunt Stępiński và Józef Sigalin đã thiết kế các tòa nhà sau chiến tranh để gợi lên một cách không rõ ràng các tòa nhà thị trấn nhỏ của thế kỷ 18 ở Pháp. Mặt tiền của một số ngôi nhà được duy trì một phần.
Đây là khu nhà ở Warsaw đầu tiên được xây dựng sau Thế chiến II tại một khu vực bị phá hủy hoàn toàn trong cuộc nổi dậy Warsaw. Phần lớn việc tái dựng lại, được xây bằng gạch từ phá hủy ở Warsaw. Khách sạn Mariensztacki là một trong những quán bar công cộng lâu đời nhất của Warsaw. 

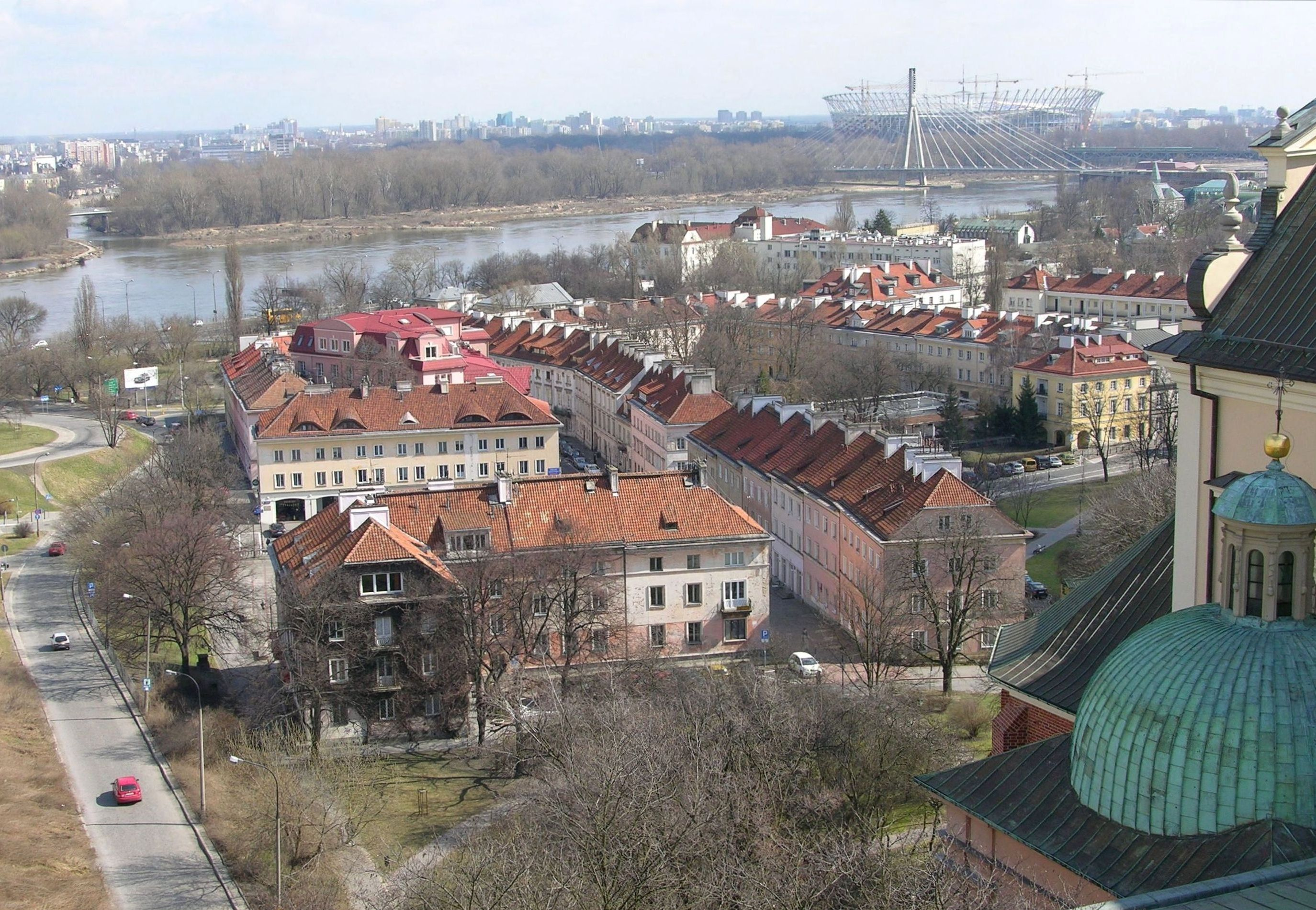
Mariensztat nhìn từ tháp nhà thờ St. Anna

## Từ nguyên
Từ nguyên của tên này xuất phát từ Marienstadt trong tiếng Đức, có nghĩa là "thành phố của Mary". Vì Mariensztat thuộc sở hữu của Eustace và Maria Potocki. Tên đến từ tên của chủ sở hữu.